# Peabodyjeva nagrada
Peabodyeva nagrada, s polnim imenom nagrada Georgea Fosterja Peabodyja je namenjena spodbujanju in prepoznavanju vrednosti in izbranosti odličnega dela za javnost med ameriškimi radio in televizijskimi postajami, velja pa tudi za spletne medije, producentske hiše in posameznike. Praviloma se zapisuje okrajšana le na priimek pomembnega ameriškega poslovneža in filantropa Georgea Fosterja Peabodyja, po katerem je imenovana.
Mišljena je predvsem kot priznanje za odličnost dela, ne glede na priljubljenost ali komercialni uspeh. Nagrado podelijo letno med 25-35 dobitnikom, izbira pa se med preko 1000 kandidati. Nagrada zahteva zaradi raznolikosti materiala in oddaj "odličnost pod lastnim pogoji".
Vsak prispevek je ocenjen glede na doseganje standardov, ki se vzpostavljajo v okvirjih produkcije podobnih izdelkov. Med kandidati izbirajo tudi kandidati sami, ko predložijo vlogo za tekmovanje za nagrado. Pri tem morajo plačati takso.

## Odločanje
Proces je nenavadno strog. Ocene se pričnejo v zgodnjem februarju, oblikuje se preko 30 komitejev, ki so praviloma del univerze v Georgiji (profesorji, člani osebja, študenti). Komiteji pregledajo izdelke in produkcijo v nekem omejenem delu in pošljejo predloge Odboru. 17 članski odbor, sestavljen iz akademske in praktične stroke, kritikov in strokovnjakov medijske industrije, razpravlja o priporočenih vnosih pa tudi svoji lastnih izbirah, ki so jih odkrili in pretehtali na intenzivnih predhodnih sestankih v Los Angelesu in Washingtonu, D.C.. Odbor skliče za Peabodyeve nagrade v kampusu univerze v Georgiji konec marca še zadnji veliki sestanek namenjen končnim odločitvam in razpravam. Vsak udeleženec je ocenjen glede na svoje prednosti, in le s soglasjem vseh izbrani programi prejmejo Peabodyevo nagrado. Ne obstaja vnaprej določeno število letnih Peabodyevih nagrad; absolutno največ je bilo podeljeno leta 2013, ko je bilo podeljenih 46 nagrad.

## Ime
Imenuje se po ameriškem investicijskemu bankirju, ki je dobrodelno vlagal v socialo in izobraževanje.